# Kirill Semjonovič Moskalenko
Kiril Semjonovič Moskalenko (rusky Кирилл Семенович Москаленко; 28. dubnajul./ 11. května 1902greg., Grišino – 17. června 1985, Moskva) byl sovětský vojevůdce, maršál SSSR, hrdina SSSR, hrdina ČSSR, hlavní velitel sovětských strategických raketových sil, generální inspektor ministerstva obrany SSSR.

## Život
Narodil se v ukrajinské rolnické rodině. Do Rudé armády vstoupil v roce 1920 a na různých místech se aktivně zúčastnil ruské občanské války. Po válce studoval na Frunzeho válečné akademii. Během sovětsko-finské Zimní války působil jako velitel dělostřelectva u 51. divize.
Během Velké vlastenecké války nejprve velel protitankové brigádě. Od roku 1941 do března 1942 působil jako velitel u různých jednotek: 1. protitanková brigáda, 15. střelecký sbor, 6. armáda, 6. jezdecký sbor. Poté působil u dalších jednotek, v 38. armádě, v červnu až srpnu 1942 u 1. tankové armády, v srpnu a říjnu 1942 pak v 1. gardové armádě, později do října 1943 pak velel 40. armádě v sestavě Voroněžského frontu. Kiril Moskalenko velel této armádě také v Bitvě u Kurska.
Zúčastnil se jak bitvy o Moskvu, Stalingradské bitvy, bitvy u Kurska, bojoval na Dněpru, zúčastnil se osvobozování Lvova a Kyjeva.
Od října 1943 až do konce války Kiril Moskalenko velel 38. armádě. Jeho jednotka osvobozovala Ukrajinu, Polsko a nakonec i Československo. V Karpatsko-dukelské operaci patřil do sestavy 38. armády i 1. československý armádní sbor. 38. armáda se zúčastnila i Ostravské operace a Pražské operace.
Po válce pak působil až do roku 1960 jakožto velitel Moskevského vojenského okruhu. Dne 11. března 1955 byl povýšen do hodnosti maršála Sovětského svazu. V letech 1960–1962 pak působil ve funkci velitele sovětských strategických raketových sil, poté jako generální inspektor Sovětské armády.

## Vzdělání
- 1917 absolvoval dvoutřídní učiliště v Grišinu
- 1918 absolvoval jeden ročník zemědělského učiliště
- 1922 absolvoval ukrajinskou Sjednocenou školu rudých velitelů
- 1928 absolvoval Dělostřelecké kurzy zdokonalování velitelského sboru
- 1939 absolvoval Kurzy zdokonalování velitelského sboru při Dělostřelecké akademii F.E.Dzeržinského

## Vojenská kariéra
- od srpna 1920 v Rudé armádě
- září 1922 – květen 1935 – velel dělostřeleckým jednotkám, naposled pluku
- květen 1935 – duben 1941 náčelník dělostřelectva brigády, 51. divize, sboru
- duben – srpen 1941 – velitel 1. dělostřelecké motorizované protitankové brigády (zálohy Hlavního velení)
- srpen – září 1941 – velitel 15. střeleckého sboru
- 1941 – 1942 – zástupce velitele 6. armády
- únor – březen 1942 – velitel 6. jezdeckého sboru
- březen – červenec 1942 – velitel 38. armády
- červenec – srpen 1942 – velitel 1. tankové armády
- srpen – říjen 1942 – velitel 1. gardové armády
- říjen 1942 – říjen 1943 – velitel 40. armády
- říjen 1943 – srpen 1948 – velitel 38. armády
- srpen 1948 – červen 1953 – velitel Moskevského rajónu PVO
- červen 1953 – říjen 1960 – velitel Moskevského vojenského okruhu
- 26. října 1960 – 24. dubna 1962 – Hlavní velitel raketových vojsk strategického určení a náměstek ministra obrany
- duben 1962 – prosinec 1983 – Hlavní inspektor ministerstva obrany
- prosinec 1966 – prosinec 1983 – současně náměstek ministra obrany
- od prosince 1983 ve skupině generálních inspektorů

## Hodnosti
- 16. srpna 1938 plukovník
- 4. června 1940 generálmajor dělostřelectva
- 19. ledna 1943 generálporučík
- 19. září 1943 generálplukovník
- 3. srpna 1953 armádní generál
- 11. března 1955 maršál Sovětského svazu

## Řády a vyznamenání
- 2× Hrdina Sovětského svazu (23. října 1943, 21. února 1978).
- 7× Leninův řád (22. července 1941, 23. října 1943, 6. listopad 1945, 7. března 1962, 10. května 1972, 21. února 1978, 10. května 1982)
- Řád říjnové revoluce (22. února 1968)
- 5× Řád rudého praporu (7. dubna 1940, 27. srpna 1943, 3. listopadu 1944, 15. listopadu 1950, 28. ledna 1954)
- 2× Řád Suvorova I. stupně (28. ledna 1943, 23. května 1943)
- 2× Řád Kutuzova I. stupně (29. května 1944, 25. srpna 1944)
- Řád Bohdana Chmelnického I. stupně (10. ledna 1944)
- Řád Vlastenecké války I. stupně (6. dubna 1985)
- Řád „Za službu vlasti v ozbrojených silách SSSR“ III. stupně (30. dubna 1975)
- Čestná zlatá zbraň se zobrazením státního znaku SSSR (22. února 1968)
- řada medailí a zahraničních řádů

## Politická činnost
- od 1926 člen VKS(b)
- od 25. února 1956 člen ÚV KSSS
- poslanec Nejvyššího sovětu 2.–11. volebního období

## Dílo
- На Юго-Западном направлении. Воспоминания командарма. Книга I.. Moskva: Nauka, 1969. Dostupné online. (rusky)
  -  Na jihozápadním směru. Vzpomínky velitele armády. 1941–1943.. Překlad Josef Milotický. 1. vyd. Praha: Naše vojsko, 1976. 432 s. (Paměti; sv. 45).
- На Юго-Западном направлении. 1943-1945. Воспоминания командарма. Книга II.. Moskva: Nauka, 1973. Dostupné online. (rusky)
  -  Na jihozápadním směru. Vzpomínky velitele armády. Díl 2. 1943–1945.. Překlad Josef Milotický. 1. vyd. Praha: Naše vojsko, 1976. (Paměti).